# Ga Bang Krasor MRT
Ga Bang Krasor (tiếng Thái: สถานีบางกระสอ, RTGS: Sathani Bang Kraso, phát âm [sā.tʰǎː.nīː bāːŋ krā.sɔ̌ː]) là một ga Bangkok MRT trên Tuyến Tím. Nhà ga mở cửa ngày 6 tháng 8 năm 2016 và nằm trên đường Rattanathibet ở tỉnh Nonthaburi. Nhà ga có bốn lối vào.